# Ordre de bataille lors de la bataille d'Iéna
Pour un article plus général, voir Bataille d'Iéna.
 (mars 2025).

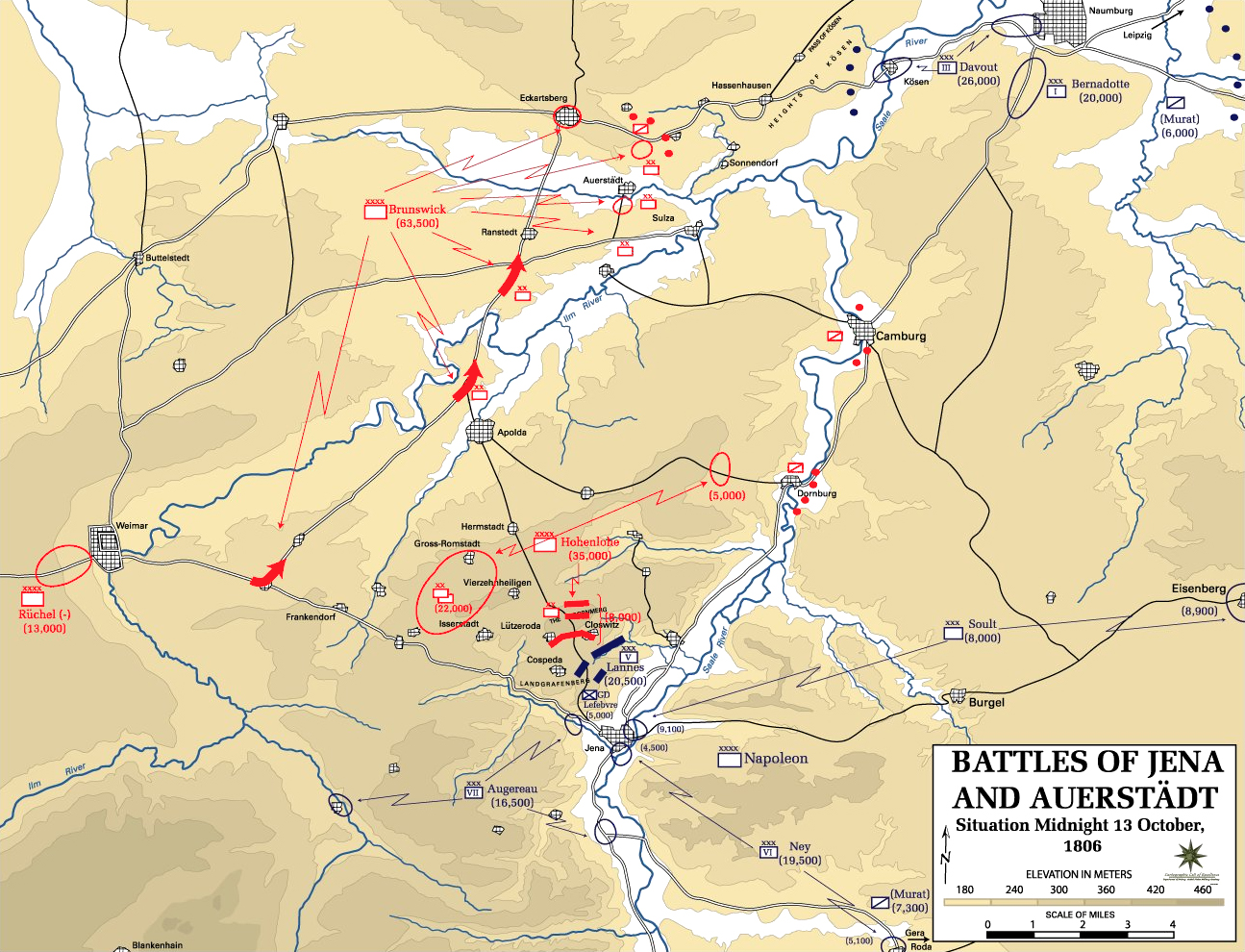
Carte de la bataille d'Iéna.

Ce qui suit est l'ordre de bataille des forces militaires en présence lors de la bataille d'Iéna qui opposa la France à la Prusse le 14 octobre 1806 lors de la Campagne de Prusse et de Pologne.
Les forces françaises comprennent le 4e corps de Soult, le 5e de Lannes, le 6e de Ney et le 7e d'Augereau (ces deux derniers sont incomplets au début de la bataille), et la Garde impériale, soit 55 000 hommes. La réserve de cavalerie s'y ajoute, soit 10 000 hommes. L'artillerie comprend 173 canons. Le tout est commandé directement par Napoléon.
L'armée prussienne est divisée en deux colonnes : une sous le commandement du duc de Brunswick-Œls, et l'autre sous les ordres de Hohenlohe avec 50 000 hommes et 120 canons, dont l'ensemble du contingent saxon. Brunswick a pour but de protéger la retraite du premier. C'est le corps de Hohenlohe qui soutiendra l'affrontement avec Napoléon.

## Forces Françaises
Commandant en chef : Empereur Napoléon Ier.

### Garde Impériale
La Garde comprend :
- 12 bataillons
- 10 escadrons
- 8 725 hommes dont
- 2 862 cavaliers
- 712 artilleurs
- 277 caissons

- Infanterie de la Garde – Maréchal François Joseph Lefebvre
  - 1re brigade – Général Jérôme Soulès
    - 1er régiment de chasseurs à pied de la Garde (2 bataillons) (996 hommes)
    - 2e régiment de chasseurs à pied de la Garde (2 bataillons) (994 hommes)

  - 2e brigade – Général Pierre-Augustin Hulin
    - 1er régiment de grenadiers à pied de la Garde (2 bataillons) (861 hommes)
    - 2e régiment de grenadiers à pied de la Garde (2 bataillons) (852 hommes)

  - 3e brigade – Louis Baraguey d'Hilliers
    - 1er régiment de dragons à pied de la Garde (2 bataillons) (1 049 hommes)
    - 2e régiment de dragons à pied de la Garde (2 bataillons) (1 111 hommes)

- Cavalerie de la Garde – Maréchal Jean Baptiste Bessières
  - 1re brigade – Général Nicolas Dahlmann
    - Mamelouks de la Garde impériale (160 hommes)
    - 1er, 2e, 3e et 4e escadrons du régiment de chasseurs à cheval de la Garde (824 hommes)

  - 2e brigade – Général Frédéric Henri Walther
    - 1er, 2e, 3e et 4e escadrons du régiment de grenadiers à cheval de la Garde (881 hommes)
- Gendarmerie – Général Anne Jean Marie René Savary
  - 1er régiment de la gendarmerie d’élite (281 hommes)

- Artillerie de la Garde – Général Joseph Couin
  - Régiment d'artillerie à cheval de la Garde impériale – (625 hommes)
  - 1er régiment d’artillerie – détachement des 2e et 6e batteries (45 hommes)
  - 6e régiment d'artillerie à cheval – détachement (42 hommes)

- Marins de la Garde – Capitaine de vaisseau François Henri Eugène Daugier (102 hommes)

### 4eCorps
Maréchal Nicolas Jean-de-Dieu Soult
Le 4e corps comprend :
- 26 bataillons
- 12 escadrons
- 28 960 hommes dont
- 1 876 cavaliers
- 1 782 artilleurs
- 52 canons
- 260 caissons
- Chef d’état-major : Général Jean Dominique Compans
- Commandant le génie : Colonel Marie Théodore Urbain Garbé

- Division du général Louis de Saint Hilaire[Note 1]
  - Brigade du général Jacques Lazare Savettier de Candras
    - 10e régiment d’infanterie légère - colonel Pierre Charles Pouzet (2 bataillons) (1 868 hommes)
    - 36e régiment d’infanterie de ligne – colonel Charles Antoine Houdar de La Motte (2 bataillons) (1 815 hommes)

  - Brigade du général Louis Prix Varé
    - 43e régiment d’infanterie de ligne - colonel Jean Le Marois (2 bataillons) (1 760 hommes)
    - 55e régiment d’infanterie de ligne – colonel Jean-Baptiste Silberman (2 bataillons) (1 945 hommes)

- Cavalerie du général Jean-Baptiste Milhaud
  - Brigade du général Étienne Guyot
    - 8e régiment de hussards (463 hommes)

  - Brigade du général Pierre Margaron
    - 11e régiment de chasseurs à cheval – colonel Charles Claude Jacquinot (516 hommes)
    - 16e régiment de chasseurs à cheval – colonel Louis Joseph Maupoint (512 hommes)
    - 22e régiment de chasseurs à cheval – colonel Étienne Tardif de Pommeroux de Bordesoulle (420 hommes)

- Artillerie – Général Jean Ambroise Baston de Lariboisière
  - 5e régiment d'artillerie à pied (8 compagnies)
  - 5e régiment d'artillerie à cheval (1 compagnie)

Les divisions suivantes ne sont arrivées que pour la fin de la bataille
- Division Jean François Leval
  - Brigade du général Joseph François Ignace Maximilien Schiner
    - 24e régiment d’infanterie légère – colonel Bernard Pourailly (2 bataillons) (1 994 hommes)

  - Brigade du général Claude-François Férey
    - 4e régiment d’infanterie de ligne – colonel Louis-Léger Boyeldieu (2 bataillons) (2 306 hommes)
    - 28e régiment d’infanterie de ligne – colonel Jean-Georges Edighoffen (2 bataillons) (1 778 hommes)

  - Brigade du général Guillaume Raymond Amant Viviès
    - 46e régiment d’infanterie de ligne – colonel Guillaume Latrille de Lorencez (2 bataillons) (1 724 hommes)
    - 57e régiment d’infanterie de ligne – colonel Jean-Pierre-Antoine Rey (2 bataillons) (2 365 hommes)

### 5eCorps
Maréchal Jean Lannes
Le 5e corps comprend :
- 27 bataillons
- 9 escadrons
- 21 744 hommes dont
- 1 680 cavaliers
- 1 128 artilleurs
- 38 canons
- 354 caissons
- Chef d’état-major : Général Victor
- Commandant le génie : François Joseph Kirgener

- Division Général Louis-Gabriel Suchet[Note 2]
  - Brigade du général Michel Claparède
    - 17e régiment d’infanterie légère – colonel Marc Cabanes de Puymisson (3 bataillons) (2 232 hommes)

  - Brigade du général Honoré Reille
    - 34e régiment d’infanterie de ligne – colonel Pierre Dumoustier (3 bataillons) (2 788 hommes)
    - 40e régiment d’infanterie de ligne – colonel Thomas Jean Chassereaux (2 bataillons) (1 881 hommes)

  - Brigade du général Dominique Vedel
    - 64e régiment d’infanterie de ligne – colonel François Pierre Alexandre Chauvel (2 bataillons) (1 954 hommes)
    - 88e régiment d’infanterie de ligne – colonel Michel Veilande (2 bataillons) (2 104 hommes)

- Division du général Théodore Gazan
  - Brigade du général Jean Graindorge
    - 21e régiment d’infanterie légère - colonel Auguste Romain Duhamel (3 bataillons) (2 108 hommes)

  - Brigade du général François Campana
    - 100e régiment d’infanterie de ligne – colonel Joachim Jérome Quiot du Passage (3 bataillons) (2 724 hommes)
    - 103e régiment d’infanterie de ligne – colonel François Joseph Lefèbvre (3 bataillons) (2 442 hommes)

- Cavalerie – Général Anne François Trelliard[Note 3]
  - 9e régiment de hussards – colonel Jean Baptiste Barbanègre (527 hommes)
  - 10e régiment de hussards – colonel André Louis Elisabeth Marie Briche (495 hommes)
  - 21e régiment de chasseurs à cheval – colonel Jean-Baptiste Berruyer (608 hommes)

- Artillerie : Général Louis Foucher du Careil
  - 1er régiment d'artillerie à pied (2 compagnies)
  - 5e régiment d'artillerie à pied (1 compagnie)
  - 3e régiment d'artillerie à cheval (1 compagnie)
  - 6e régiment d'artillerie à cheval (2 compagnies)

### 6eCorps
Maréchal Michel Ney

- 17 bataillons
- 8 escadrons
- 19 267 hommes dont
- 959 cavaliers
- 1 323 artilleurs
- 24 canons
- 337 caissons
- Chef d’état-major : général Adrien Baptiste Dutaillis
- Commandant le génie : Colonel Louis-Joseph Elisabeth Cazals

- Division du général Jean Gabriel Marchand
  - Brigade du général Eugène Villatte
    - 6e régiment d’infanterie légère – colonel Jean Grégoire Barthélemy Rouger de Laplane (2 bataillons) (2 258 hommes)

  - Brigade du général François Roguet
    - 39e régiment d’infanterie de ligne – colonel Antoine Louis Popon baron de Maucune (2 bataillons) (2 203 hommes)
    - 69e régiment d’infanterie de ligne – colonel Jean Antoine Brun (2 bataillons) (2 087 hommes)
    - 79e régiment d’infanterie de ligne – colonel Lafonquière (2 bataillons) (1 862 hommes)

- Division du général Gaspard Amédée Gardanne
  - Brigade du général Pierre Marcognet
    - 25e régiment d’infanterie légère – colonel Morel (3 bataillons) (2 242 hommes)

  - Brigade du général Mathieu Delabassée
    - 27e régiment d’infanterie de ligne – colonel Martial Bardet (2 bataillons) (2 191 hommes)
    - 50e régiment d’infanterie de ligne – colonel Thomas Mignot de Lamartinière (2 bataillons) (1 895 hommes)
    - 59e régiment d’infanterie de ligne – colonel Alexandre D'Alton-Shee dit Alexandre Dalton (2 bataillons) (2 236 hommes)

- Cavalerie du général Auguste de Colbert de Chabanais[Note 5]
  - 3e régiment de hussards – colonel Armand Lebrun de La Houssaye (430 hommes)
  - 10e régiment de chasseurs à cheval – colonel Jacques-Gervais Subervie (419 hommes)

- Artillerie : Général Louis Foucher du Careil
  - 1er régiment d'artillerie à pied (5 compagnies)
  - 5e régiment d'artillerie à cheval (1 compagnie)
  - 6e régiment d'artillerie à cheval (1 compagnie)

### 7eCorps
Maréchal Charles Pierre François Augereau
- 17 bataillons
- 7 escadrons
- 17 672 hommes dont
- 1 290 cavaliers
- 1 323 artilleurs
- 36 canons
- 384 caissons
- Chef d’état-major : Claude Marie Joseph Pannetier
- Commandant l’artillerie : ?
- Commandant le génie : ?

- Division du général Jacques Desjardins[Note 6]
  - Brigade du général Pierre Lapisse
    - 16e régiment d’infanterie légère – colonel Jean Isidore Harispe (4 bataillons) (2 663 hommes)
    - 14e régiment d’infanterie de ligne – colonel Charles Joseph Louis Marie Savary (2 bataillons) (1 870 hommes)

  - Brigade du général Nicolas Conroux
    - 44e régiment d’infanterie de ligne – colonel Adrien-Joseph Saudeur (2 bataillons) (1 791 hommes)
    - 105e régiment d’infanterie de ligne – colonel Pierre Joseph Habert (3 bataillons) (1 896 hommes)

- Division du général Étienne Heudelet de Bierre
  - Brigade du général François Amey
    - 7e régiment d’infanterie légère – colonel Joseph Boyer de Rébeval (3 bataillons) (2 424 hommes)

  - Brigade du général Jacques Thomas Sarrut
    - 24e régiment d’infanterie de ligne – colonel Jean-Baptiste Pierre de Semellé (3 bataillons) (2 526 hommes)
    - 63e régiment d’infanterie de ligne – colonel Marc Antoine Come Damien Jean-Chrisostome Lacuée (2 bataillons) (1 849 hommes)

  - 3e Brigade 
    - Fusilliers de Hesse Darmsdadt - (2 bataillons) (4 000 hommes)
    - Régiment de Nassau – lieutenant-colonel Meder (1 bataillon) (551 hommes)

- Cavalerie du général Jean Auguste Durosnel[Note 7]
  - 7e régiment de chasseurs à cheval – colonel Joseph Lagrange (691 hommes)
  - 20e régiment de chasseurs à cheval – colonel Marigny (637 hommes)

- Artillerie : Général Jean Philippe Raymond Dorsner
  - 3e régiment d'artillerie à pied (3 compagnies)
  - 6e régiment d'artillerie à cheval (3 compagnies)

### Réserve de cavalerie
Maréchal Joachim Murat
- Chef d’état-major : Augustin Daniel Belliard

- Division de dragons du général Dominique-Louis-Antoine Klein
  - Brigade du général Jacques de Fornier, dit Fénerols
    - 1er régiment de dragons – colonel d’Oullenbourg (418 hommes)
    - 2e régiment de dragons – colonel Ythier Sylvain Pryvé (531 hommes)

  - Brigade du général Jean-Louis-François Fauconnet
    - 14e régiment de dragons – colonel Joseph Bouvier des Éclaz (528 hommes)

  - Brigade du général Joseph Picard
    - 20e régiment de dragons – colonel Reynaud (458 hommes)
    - 26e régiment de dragons – colonel Delorme (466 hommes)

- Division de dragons du général Emmanuel Grouchy
  - Brigade du général Mansuy Dominique Roget
    - 3e régiment de dragons – colonel Grézart (408 hommes)
    - 6e régiment de dragons – colonel Jacques Le Baron (540 hommes)

  - Brigade du général Jacques Louis François Milet
    - 10e régiment de dragons – colonel Jean-Baptiste Dommanget (308 hommes)
    - 11e régiment de dragons – colonel Baurbier (535 hommes)

  - Brigade du général André Joseph Boussart
    - 13e régiment de dragons – colonel La Roche (483 hommes)
    - 22e régiment de dragons – colonel Jean Augustin Carrié de Boissy (472 hommes)

- Division de dragons du général Louis Beaumont
  - Brigade du général Charles Joseph Boyé
    - 5e régiment de dragons – colonel Lacour (433 hommes)
    - 8e régiment de dragons – colonel Louis Beckler (563 hommes)

  - Brigade du général Frédéric Marizy
    - 12e régiment de dragons – colonel François Girault de Martigny (497 hommes)
    - 16e régiment de dragons – colonel Clément de la Roncière (556 hommes)

  - Brigade du général Marie Latour Maubourg
    - 9e régiment de dragons – colonel Pierre Honoré Anne Maupetit (450 hommes)
    - 21e régiment de dragons – colonel ? (556 hommes)

- Division de dragons du général Louis Sahuc
  - Brigade du général Pierre Margaron[Note 9]
    - 17e régiment de dragons – colonel Jean Ernest de Beurmann (521 hommes)
    - 27e régiment de dragons – colonel François Antoine Lallemand (531 hommes)

  - Brigade du général Jean Laplanche
    - 18e régiment de dragons – colonel Justin Laffite (487 hommes)
    - 19e régiment de dragons – colonel Saint Geniès (672 hommes)

  - Brigade du général ?
    - 15e régiment de dragons – colonel Barthélemi (471 hommes)
    - 25e régiment de dragons – colonel Antoine Rigau (549 hommes)

- Division de cavalerie légère du général ?
  - Brigade du général Charles Lassalle
    - 5e régiment de hussards – colonel Schwarz (614 hommes)
    - 7e régiment de hussards – colonel Marx (634 hommes)

## Forces prussiennes etsaxonnes
Commandant en chef : Général prince Frédéric Louis de Hohenlohe-Ingelfingen

### Avant-garde
Division de Louis Ferdinand de Prusse - (tué à la bataille de Saalfeld)
- Brigade du général Von Bevilaqua.
  - Régiment d'infanterie saxon Kurfürst (4 bataillons - 1 200 hommes)
  - Régiment d'infanterie saxon Clemens (4 bataillons - 1 200 hommes)
  - 49e régiment d'infanterie Muffling (de) (4 bataillons - 1 600 hommes)
- Brigade général von Pelet. 
  - 14e bataillon de fusiliers von Pelet (650 hommes)
  - 15e bataillon de fusiliers von Rühle (650 hommes)
  - 13e bataillon de fusiliers Rabenau (650 hommes)
- Brigade du général von Schimmelpfenning (de).
  - 6e régiment de hussards Schimmelpfenning (2 bataillons – 1 240 hommes)
  - Compagnie de chasseurs Valentini (120 hommes)
  - Compagnie de chasseurs Masars (120 hommes)
  - Batterie d'artillerie à cheval Gause (8 canons - 100 hommes)
- Brigade de cavalerie
  - Régiment de hussards saxons (8 escadrons - 840 hommes)
- Artillerie
  - Batterie de 4 saxonne Hoyen (8 canons - 100 hommes)
  - Batterie de 6 Riemann (8 canons - 100 hommes)

### Aile droite
Division du général von Grawert
- Brigade du général von Muffling.
  - 32e régiment d'infanterie Hohenlohe (4 bataillons - 1 600 hommes)
  - 50e régiment d'infanterie Sanitz (de) (4 bataillons - 1 600 hommes)
  - Régiment de grenadier Hahn (2 bataillons - 800 hommes)
  - Batterie d’artillerie de 12 Glasennapp (8 canons - 100 hommes)
- Brigade du colonel Von Schimonsky.
  - 39e régiment d'infanterie Zastrow (4 bataillons - 1 600 hommes)
  - 47e régiment d'infanterie Grawert (4 bataillons - 1 600 hommes)
  - Régiment de Grenadier Sack (2 bataillons - 800 hommes)
  - Batterie d’artillerie de 12 Wolframsdorf : 8 pièces de 12, 100 hommes
- Brigade de cavalerie du général von Holtzendorf (de).
  - 11e régiment de dragons Krafft (de) (700 hommes)
  - 1er régiment de cuirassiers Henckel (de) (700 hommes)
  - 9e régiment de cuirassiers Holtzendorf (700 hommes)
  - Batterie d'artillerie à cheval Steinwehr (8 canons - 100 hommes)
- Brigade du colonel von Erischen (de).
  - 10e bataillon de fusiliers Erischen (650 hommes)
  - 1er régiment de hussards Gettkandt (de) (1 bataillon - 620 hommes)
  - 2e régiment de hussards Rudorff (de) (1 bataillon - 620 hommes)
  - Batterie d’artillerie à cheval Stunitz (4 pièces - 50 hommes)

### Aile gauche
Division saxonne du général Von Niesemeuschel
- Brigade du général Von Burgsdorf.
  - Régiment d’infanterie Xavier (4 bataillons - 1 200 hommes)
  - Régiment d’infanterie Thummel (4 bataillons - 1 200 hommes)
  - Régiment d’infanterie Friedrich August (4 bataillons - 1 200 hommes)
  - Batterie d’artillerie de 8 Hausmann (8 canons - 100 hommes)
  - Batterie d’artillerie de 8 Ernst (8 canons - 100 hommes)
- Brigade du général Von Dyherrn
  - Régiment d’infanterie Bevilaqua (2 bataillons - 600 hommes)
  - Régiment d’infanterie Low (4 bataillons - 1 200 hommes)
  - Régiment d’infanterie Niesemeuschel (4 bataillons - 1 200 hommes)
  - Batterie d’artillerie de 12 Bonniot (8 canons - 100 hommes)
- Brigade de cavalerie du général Von Zezschwitz.
  - Régiment de carabinier (660 hommes)
  - Régiment de cuirassiers Kochtitzky (660 hommes)
  - Régiment de dragons Albrecht (660 hommes)
  - Batterie d’artillerie à cheval Grossmann (8 canons - 100 hommes)
- Brigade du général Von Polenz.
  - Régiment de dragons Polenz (600 hommes)
  - Bataillon de fusiliers prussiens Boguslawski (650 hommes)
  - Batterie d’artillerie à cheval prussienne Studnitz (4 pièces - 50 hommes)

### Réserve de l’aile gauche
Division de réserve du général von Prittwitz (de)
- Brigade du général von Sanitz (de).
  - Régiment de grenadiers Borcke (2 bataillons - 800 hommes)
  - Régiment de grenadiers Losthien (2 bataillons - 800 hommes)
  - Régiment de grenadiers Dohna (2 bataillons - 800 hommes)
  - Régiment de grenadiers Kollin (1 bataillon - 400 hommes)
  - Batterie d’artillerie de 12 Schlenburg (8 canons - 100 hommes)
- Brigade du général Von Cerrini.
  - Régiment de grenadiers Thiollaz (2 bataillons - 600 hommes)
  - Régiment de grenadiers Lecoq (2 bataillons - 600 hommes)
  - Régiment de grenadiers Metzsch (2 bataillons - 600 hommes)
  - Régiment de grenadiers Hund (2 bataillons - 600 hommes)
  - Régiment de grenadiers saxons Lichtenhain (2 bataillons - 600 hommes)
  - Batterie saxonne d’obusiers Tullmann (8 canons - 100 hommes)
- Brigade de cavalerie du général Von Krafft.
  - Régiment de dragons saxons Clemens (600 hommes)
  - 2e régiment de dragons Prittwitz (de) (700 hommes)
  - Batterie d’artillerie à cheval Hahn (8 canons - 100 hommes)

### Corps de réserve
- Corps de réserve des généraux de Tauenzien, Von Bila II et du colonel Von Rosen.
  - 11e régiment de hussards Bila (de) (1 bataillon - 620 hommes)
  - Compagnie de chasseurs Werner (120 hommes)
  - Compagnie de chasseurs Kronhelm (120 hommes)
  - 7e bataillon de fusiliers Rosen (650 hommes)
  - Régiment de tirailleurs Zweiffel (1 bataillon)
  - Régiment de tirailleurs Rechten (1 bataillon)
  - Régiment de tirailleurs Maximilian (2 bataillons)
  - Batterie d’artillerie Bose (8 canons)

### Corps principal
Corps principal du général Von Zweiffel.
- Brigade du colonel Von Winter.
  - Régiment d’infanterie saxon Rechten (1 200 hommes)
  - Régiment d’infanterie saxon Maximilian (1 200 hommes)
- Brigade du colonel Von Brandenstein.
  - Régiment d’infanterie saxon Rechten
  - Régiment d’infanterie Zweiffel
  - Bataillon de tirailleurs Zweiffel
  - Bataillon de tirailleurs Rechten
  - Régiment de grenadiers Winkel (1 bataillon - 600 hommes)
  - Batterie d’artillerie Dietrich (6 canons)
- Brigade de réserve du général Von Schönberg.
  - Régiment de dragons saxons Prinz Johann (600 hommes)
  - Régiment de grenadiers saxon Winkel (1 bataillon)
  - Régiment de grenadiers Herwarth (1/2 bataillon)
  - Batterie saxonne d’obusiers Kotsch (8 obusiers - 100 hommes)
  - 8e régiment de hussards Blucher (2 bataillons – 1 040 hommes)

### Corps de réserve de l’armée du Hanovre
Corps de réserve de l’armée du Hanovre du général Ernst von Rüchel
- Détachement Hanovre.
  - Bataillon de fusiliers Kaiserligk (1 compagnie - 160 hommes)
  - 57e régiment d'infanterie Gravenitz (de) (4 bataillons - 1 600 hommes)
  - 19e régiment d'infanterie Prinz Oranien (4 bataillons - 1 600 hommes)
- Détachement Winning.
  - 27e régiment d'infanterie (de) Tschammer (4 bataillons - 1 600 hommes)
  - Compagnie de chasseurs (120 hommes)
  - 7e régiment de hussards Kohler (1 bataillon - 620 hommes)
  - Demi batterie d’artillerie Schienert : (4 canons - 50 hommes)
- Détachement Pletz.
  - Bataillon de fusiliers Bila (650 hommes)
  - Bataillon de fusiliers Kaiserligk (incomplet - 490 hommes)
  - Compagnie de chasseurs (120 hommes)
  - 3e régiment de hussards Pletz (de) (1/2 bataillon - 620 hommes)
  - Demi batterie d’artillerie à cheval Heidenreich (4 canons - 50 hommes)
- Détachement Blücher.
  - 23e régiment d'infanterie Winning (de) (4 bataillons - 1 600 hommes)
  - 10e régiment d'infanterie (de) Wedell (de) (4 bataillons - 1 600 hommes)
  - Régiment de grenadiers Borstell (2 bataillons - 300 hommes)
  - Régiment de grenadiers Hallmann (2 bataillons - 800 hommes)

### Corps Rüchel
Corps du général Ernst von Rüchel
- 26e régiment d'infanterie Alt-Larisch (4 bataillons - 1 600 hommes)
- 29e régiment d'infanterie Treuenfels (de) (4 bataillons - 1 600 hommes)
- 37e régiment d'infanterie Tschepe (de) (4 bataillons - 1 600 hommes)
- 43e régiment d'infanterie Strachwitz (de) (4 bataillons - 1 600 hommes)
- 7e régiment de hussards Köhler (1 bataillon - 620 hommes)
- 4e régiment de dragons Katte (700 hommes)
- 5e régiment de cuirassiers (de) Bailliodz (de) (700 hommes)
- Demi batterie d’artillerie à cheval Heidenreich (4 canons - 50 hommes)
- Demi batterie d’artillerie de 6 Schienert (4 canons - 50 hommes)
- Demi batterie d’artillerie de 6 Schmidt (4 canons - 50 hommes)
- Batterie d’artillerie de 12 Schafer (8 canons - 100 hommes)

### Corps de Blücher
Corps du général Blücher
- - 12e régiment de dragons Brusewitz (de) (700 hommes)
  - Compagnie de chasseurs Charcot (120 hommes)
  - 20e bataillon de fusiliers Ivernois (de) : (1 bataillon - 650 hommes)
  - 41e régiment d'infanterie Lettow (de) (4 bataillons - 1 600 hommes)
  - 44e régiment d'infanterie Hagken (de) (4 bataillons - 1 600 hommes)
  - Demi batterie d’artillerie à cheval Lehmann (4 canons - 50 hommes)
  - 9e régiment d'infanterie (de) Schenck (de) (4 bataillons - 1 600 hommes)
  - 19e bataillon de fusiliers Ernest (de) (650 hommes)
  - 18e bataillon de fusiliers Sobbe (de) (650 hommes)
  - Compagnie de chasseurs de Kalkcreuth
  - 14e régiment de dragons Wobeser (de) (700 hommes)
  - Batterie d’artillerie de 12 Kirchfeld (8 canons - 100 hommes)
  - Demi batterie d’artillerie à cheval Neander (4 canons - 50 hommes)
  - Demi batterie d’artillerie à cheval Lehmann (4 canons - 50 hommes)
- Détachement Erfurt.
  - 48e régiment d'infanterie Kurfurst Von Hessen (4 bataillons - 1 600 hommes)

### Corps de réserve générale
Corps de réserve générale du prince Eugène-Frédéric de Wurtemberg
- Avant-garde du général Von Heinrichs.
  - 17e bataillon de fusiliers Hinrichs (de) (650 hommes)
  - 9e bataillon de fusiliers Borell (650 hommes)
  - 12e bataillon de fusiliers Knorr (650 hommes)
  - 10e régiment de hussards Usedom (de) (2 escadrons - 248 hommes)
  - 9e régiment de dragons Herzberg (de) (1 escadron - 140 hommes)
  - 10e régiment de dragons Manstein (de) (1 escadron - 140 hommes)
  - Batterie à cheval Holtendorff (2 obusiers - 25 hommes)
- Division du général von Natzmer (de).
  - 17e régiment d'infanterie Treschkow (de) (4 bataillons - 1 600 hommes)
  - 54e régiment d'infanterie Natzmer (de) (4 bataillons - 1 600 hommes)
  - 51e régiment d'infanterie Kauffberg (de) (4 bataillons - 1 600 hommes)
  - Régiment de grenadiers Schmeling (2 bataillons - 800 hommes)
  - Régiment de grenadiers Krety (2 bataillons - 800 hommes)
  - Batterie d’artillerie de 12 Mayer (8 canons - 100 hommes)
  - Demi batterie d’artillerie de 12 Siekorski (4 canons - 50 hommes)
- Division du général von Jung-Larisch (de).
  - Brigade du colonel Von Vieregg
    - 55e régiment d'infanterie Manstein (de) (4 bataillons - 1 600 hommes)
    - Régiment de grenadiers Vieregg (2 bataillons - 800 hommes)

  - Brigade du colonel Von Werder.
    - 53e régiment d'infanterie Jung-Larisch (de) (4 bataillons - 1 600 hommes)

  - Brigade du colonel Von Streithorst.
    - 4e régiment d'infanterie (de) Kalckreuth (de) (4 bataillons - 1 600 hommes)
    - Batterie d’artillerie de 12 Harth (8 canons - 100 hommes)
    - Demi batterie d’artillerie de 12 Siekorski (4 canons - 50 hommes)

### Cavalerie de réserve
- Cavalerie de réserve du général Von Heyking.
  - 10e régiment de dragons Manstein (4 escadrons - 560 hommes)
  - 10e régiment de hussards Usedom (4 escadrons - 496 hommes)
- Cavalerie de réserve du général Von Usedom.
  - 10e régiment de hussards Usedom (4 escadrons - 496 hommes)
  - 9e régiment de dragons Herzberg (4 escadrons - 560 hommes)
  - Demi batterie d’artillerie à cheval Holtzendorff (4 pièces - 50 hommes)
  - Batterie d’artillerie à cheval Holtzendorff (2 obusiers - 25 hommes)